# Lederhof (Sulzemoos)
Lederhof ist ein Gemeindeteil von Sulzemoos im oberbayerischen Landkreis Dachau.

## Lage
Die Einöde liegt einen Kilometer südlich des Hauptortes Sulzemoos, nur wenige 100 Meter von der Anschlussstelle der A 8 entfernt. Sie schließt sich baulich unmittelbar an den Weiler Haidhof an. Lederhof gehörte bereits vor der Gebietsreform in Bayern zur Gemeinde Sulzemoos.

## Baudenkmäler
Mit der 1922 von Johann und Magdalena Huber erbauten Hofkapelle besitzt Lederhof ein eingetragenes Baudenkmal, siehe: Eintrag in der Denkmalliste.